# 偶像英里子傳說
《偶像英里子傳說》（日语：アイドル伝説えり子），是PRODUCTION REED和瀨戶內電視台聯合製作的日本電視動畫。同時，為瀨戶內電視台首套親自參與製作的全國聯播動畫。1989年於東京電視台首播，1999年在瀨戶內電視台重播。改編自新人偶像田村英里子的真人真事，主要講述兩位少女偶像歌手在演藝界的心路歷程。

## 登場人物
田村英里子（たむら　えりこ）
配音：矢島晶子（日本），代唱：田村英里子
本作女主角，14歲。
朝霧麗
配音：松井菜樱子（日本），代唱：橋本舞子
英里子在演藝界的「對手」，16歲。
田村項介
配音：飯塚昭三（日本）
英里子的叔父。
田村雄介
配音：土師孝也（日本）
英里子之父，演藝公司社長，死於交通意外。
田村美奈子
配音：瀧澤久美子（日本）
舊姓：星（ほし）。英里子之母。曾經是一名歌手。因意外昏睡不醒。

## 電視動畫

### 工作人員
- 原案：ぶらざあのっぽ（日语：小山高生#ぶらざあのっぽ）
- 企劃：逸見涉（瀨戶內電視台）、梅原勝（葦Pro）
- 製作人：三好雅幸（瀨戶內電視台）、田口智幸（Big West）
- 導演：網野哲郎
- 系列構成：小山高生
- 人物設計：山內則康、Studio·Live［盧田豐雄、富永真理、近永早苗、神志那弘志、近永健一］
- 音樂：渡邊俊幸
- 音響監督：田中英行
- 美術監督：宮前光春、本田修
- 攝影監督：福田岳志
- 製作擔當：下城志直
- 設定擔當：村上憲治
- 音響製作擔當：正木直幸
- 標題設計：魔奇製作（日语：マキ・プロダクション）
- 音響製作：葦Production
- 音響效果：莊司雅弘（Fizz Sound Creation）
- 錄音製作室：整音製作
- 編輯：邊見俊夫
- 製作管理：佐藤訓史
- 製作事務：古林明子
- 視像：東京視像所（日语：東京現像所）
- 協力：太陽音聲製作公司（日语：サンミュージックプロダクション）
- 製作：瀨戶內電視台、Big West、葦Production

### 主題曲
片頭曲
（第1集－第51集）
作詞：田口俊，作曲：筒美京平，編曲：小林武史，主唱：田村英里子
片尾曲
（第1集－第50集）
作詞：森山進治，作曲：都志見隆，編曲：樫原伸彥，主唱：橋本舞子
（第51集）
作詞：松本一起，作曲：筒美京平，編曲：船山基紀，主唱：田村英里子

## 播放電視台
同時間放映
| 播放地區       | 放送電視台          | 播放期間                    | 播放系列   | 備註   |
| -------------- | ------------------- | --------------------------- | ---------- | ------ |
| 岡山縣・香川縣 | 瀨戶內電視台（TSC） | 1989年4月3日 -1990年3月26日 | 東京電視網 | 製作局 |
| 北海道         | TV北海道（TVh）     | 1989年4月3日 -1990年3月26日 | 東京電視網 |        |
| 關東廣域圈     | 東京電視台（TX）    | 1989年4月3日 -1990年3月26日 | 東京電視網 |        |
| 愛知県         | 愛知電視台（TVA）   | 1989年4月3日 -1990年3月26日 | 東京電視網 |        |
| 大阪府         | 大阪電視台（TVO）   | 1989年4月3日 -1990年3月26日 | 東京電視網 |        |

因時差而有所不同
| 播放地區 | 播放電視台             | 播放系列       |
| -------- | ---------------------- | -------------- |
| 宮城縣   | 仙台放送（OX）         | 富士電視網     |
| 秋田縣   | 秋田電視台（AKT）      | 富士電視網     |
| 新潟縣   | 新潟綜合電視台（NST）  | 富士電視網     |
| 長野縣   | 長野放送（NBS）        | 富士電視網     |
| 靜岡縣   | 靜岡電視台（SUT）      | 富士電視網     |
| 石川県   | 石川電視台（ITC）      | 富士電視網     |
| 廣島縣   | 新廣島電視台（TSS）    | 富士電視網     |
| 爱媛縣   | 愛媛電視台（EBC）      | 富士電視網     |
| 熊本縣   | 熊本電視台（TKU）      | 富士電視網     |
| 鹿兒島縣 | 鹿兒島電視台（KYT）    | 富士電視網     |
| 山形縣   | 山形電視台（YTS）      | 朝日電視網     |
| 福島縣   | 福島放送（KFB）        | 朝日電視網     |
| 廣島縣   | 廣島HOME電視台（HOME） | 朝日電視網     |
| 福岡縣   | 九州朝日放送（KBC）    | 朝日電視網     |
| 和歌山縣 | 和歌山電視台（WTV）    | 独立局         |
| 奈良县   | 奈良電視台（TVN）      | 独立局         |
| 滋贺縣   | 琵琶湖放送（BBC）      | 独立局         |
| 岐阜县   | 岐阜放送（GBS）        | 独立局         |
| 三重县   | 三重電視台（MTV）      | 独立局         |
| 兵库縣   | SUN電視台（SUN）       | 独立局         |
| 岩手县   | IBC岩手放送            | TBS系列        |
| 青森縣   | 青森電視台（ATV）      | TBS系列        |
| 靜岡縣   | 靜岡第一電視台（SDT）  | 日本電視台系列 |

## 外部連結
- PRODUCTION REED《偶像英里子傳說》 官方網站 （页面存档备份，存于）
- えりりん.com （页面存档备份，存于）